# غمسي
غُمسي قرية تقع شرقي الهفوف، تبعد عنها حوالي 15 كيلو مترًا، عدد ساكنيها 500 شخص، وهي تعد صغيرة بالنسبة للقرى الأخرى، بالإضافة إلى أنها تتقارب مع قرى صغيرة أخرى، ولولا الشوارع وقطع المزارع التي تفصلهم عن بعض لأصبحت قرية واحدة، وهي تابعة لبلدة العمران بمنطقة الأحساء في السعودية، وأهلها معظم مهنتهم الفلاحة. بقطنها حوالي 340 نسمة حسب إحصاء ما قبل 1390م. والآن فيها مع عدد المنازل القريب 560 نسمة.

## قرى مجاورة
من القرى المجاورة والقريبة لقرية غمسي: السيايرة، الصبايخ، الشويكية وتبعد عنها مسافة شارع فقط.

## سبب التسمية
يرجع ناصر عبد الحميد لتسمية بلدته بهذا الاسم إلى قصة يعلمها الجميع، وهي أن امرأتين كانتا تأكلان الخبز مع الإيدام، وكل واحدة منهم تأمر صاحبتها بالبدء أولًا، هذه تقول أنت غمّسي أولًا، وتلك تقول أنت غمّسي، وأنا بعدك، ولهذا سميت بالغمسي، لأن خلط الخبز مع الإيدام باللهجة العامية يسمى تغميس.
أما الاسم الحقيقي للقرية فهو حمرة الحصيبة.

## أهمية
شهدت قرية غمسي بعض الأمور التي وُثقت في تاريخ القرية سابقًا، فمكانها الحالي مكان لالتقاء أهالي القرى الأخرى والمجاورة، حيث من كان منهم يريد الذهاب إلى الهفوف أو الجفر ينتظر بقرية الغمسي، حيث تتوافر له وسائل المواصلات البدائية، كذلك تعد القرية حلقة وصل بين القرى الشرقية الأخرى.

## تعليم
تقل المدارس الحكومية في القرى الشرقية، لأن أعداد السكان فيها لا يخولها لأن تكون لهم عدة مدارس، تحوي جميع المستويات التعليمية من بنين وبنات، فأغلب القرويين يشتكون من هذه المشكلة، لأن المدارس في مساكن مستأجرة، تنقصها أحيانًا المياه، أو تشتكي من التوصيل الرديء للكهرباء، والمدارس المستأجرة غير مهيأة علميًا، فيضطر بعض الطلاب للذهاب إلى المدن أو المناطق القريبة من قريتهم من أجل الدراسة في المدارس.

## مشاكل
واجهت عين القرية مشاكل عديدة أهمها اختلاط مياهها بالديزل، ومع مرور الأيام أخذت بإخراج الديزل أثناء دفع المياه، ولم يتم حل المشكلة حتى الآن. أما عن وجود المباني القديمة في حي الشويكية في القرية التي لم تُزل من قبل أصحابها، بالإضافة إلى شكلها المخيف ليلًا، فقد تم المطالبة بهدمها من قبل أهلها بسبب استغلالها في تربية المواشي والدجاج.